# Marcel Ourdouillié
Marcel Ourdouillié, född 18 december 1913, död 18 juli 1962, var en fransk fotbollsspelare. Han spelade i USL Dunkerque och RC Lens samt det franska landslaget.